# سايمور نيومان
سايمور نيومان (بالإنجليزية: Seymour Newman) هو منافس ألعاب قوى جامايكي، ولد في 17 مايو 1953 في أبرشية مانشستر في جامايكا.

## وصلات خارجية
- سايمور نيومان على موقع أوليمبيديا (الإنجليزية)
- سايمور نيومان على موقع اتحاد ألعاب الكومنولث (مؤرشف) (الإنجليزية)